# Rua da Lama (Vitória)
Conhecida como Rua da Lama, a Avenida Anísio Fernandes Coelho, está localizada no bairro Jardim da Penha, em Vitória, capital do Espírito Santo, nas proximidades da Universidade Federal do Espírito Santo (UFES - Campus Goiabeiras). Movimentada e frequentada pela comunidade universitária do entorno, ganhou este nome na década de 1980, devido à lama que se formava quando ainda não era asfaltada.
Dos estabelecimentos e bares da região, o Cochicho é o único que se mantém até os dias de hoje (desde 1987), sendo recente o pagamento por cartão.
Com diferentes projetos sociais e culturais em disputa na região, os destaques atuais são:
- Som de Fogueira que, desde 2014, reúne artistas com músicas autorais.[2]
- Reurbanização do Polo Gastronômico, pela Secretaria de Desenvolvimento da Cidade e Habitação (Sedec) da Prefeitura Municipal de Vitória.[3]